# Lockheed AH-56 Cheyenne
Lockheed AH-56 Cheyenne – amerykański, prototypowy śmigłowiec szturmowy firmy Lockheed. Maszyna powstała na zamówienie US Army w ramach konkursu AAFSS (Advanced Aerial Fire Support System). Główny nacisk w konstrukcji śmigłowca położono na zdolność osiągania dużej prędkości lotu. Charakterystyczną cechą konstrukcji śmigłowca były dwa śmigła ogonowe. Jedno ustawione równolegle do belki ogonowej, spełniające rolę klasycznego śmigła kompensującego moment obrotowy kadłuba a drugie, na końcu belki, zamontowane prostopadle do osi kadłuba, pełniące rolę śmigła pchającego, umożliwiającego osiąganie w locie dużej prędkości maksymalnej.

## Historia

### Geneza
Historia amerykańskich śmigłowców szturmowych wiąże się nierozerwalnie z wojną w Wietnamie. To podczas tego konfliktu na niespotykaną dotąd skalę użyto w działaniach bojowych śmigłowców. Już pierwsze doświadczenia pokazały potrzebę posiadania wyspecjalizowanej maszyny, zdolnej do zapewnienia wsparcia ogniowego własnym jednostkom na lądzie, wypełniania zadań szturmowych, a przy tym zdecydowanie bardziej odpornej na ogień przeciwnika niż używany w tej roli Bell UH-1 Huey. Pierwszą próbą (udaną) zbudowania takiej maszyny był Bell AH-1 Cobra. Cobra powstała w wyniku daleko posuniętej modyfikacji UH-1. Pierwszym, całkowicie oryginalnym programem budowy nowego śmigłowca szturmowego był ogłoszony w 1964 roku przez Sekretarza Armii Lądowej Stanów Zjednoczonych konkurs Advanced Aerial Fire Support System (AAFSS).

### Advanced Aerial Fire Support System
AAFSS wymagał od nowego śmigłowca zdolności zwalczania sił lądowych, nieprzyjacielskich czołgów i siły żywej, eskortowania wprowadzanego w owym czasie na uzbrojenie nowego śmigłowca transportowego Boeing CH-47 Chinook, zdolności do przeprowadzani szybkich wypadów – interwencji, wymagających oddalenia się od eskortowanych maszyn i równie szybkiego powrotu po wykonaniu zadania oraz możliwości oczyszczania stref lądowania przerzucanej śmigłowcami piechoty. Przed nową konstrukcją postawiono bardzo wyśrubowane wymagania techniczne, które w owym czasie znajdowały się na granicy możliwości stosowanych wówczas rozwiązań technologicznych. Prędkość maksymalna wynosiła aż 407 km/h. Taką szybkość mogły osiągnąć jedynie maszyny, których główny zespół napędowy wspomagany był silnikiem odrzutowym. Możliwość zawisu bez wpływu ziemi na wysokości 1829 metrów przy temperaturze powietrza 35 °C. Wymóg ten uznano za najtrudniejszą sytuację, z jaką może się spotkać śmigłowiec w dowolnym rejonie ziemi. Trzecim, bardzo wymagającym warunkiem, który musiała spełniać nowa konstrukcja była możliwość przelotu bez międzylądowania z Kalifornii na Hawaje. Był to najdłuższy odcinek przerzutu wojsk w sytuacji zagrożenia wojennego prowadzący nad wodą. Przewidywano, że nowa konstrukcja ma być napędzana tylko jednym silnikiem. Warunki konkursu otrzymało 148 firm, 12 złożyło swoje projekty. 19 lutego 1965 roku do dalszej ich realizacji wybrano dwa, Lockheeda i Sikorsky (późniejszy Sikorsky S-66 i jego zmodernizowana wersja Sikorsky S-67 Blackhawk). 3 listopada tego samego roku US Army ogłosiła, że zwycięzcą konkursu AAFSS został projekt Lockheeda oznaczony przez wytwórnie jako CL-840. Nowa maszyna otrzymała również oznaczenie AH-56A Cheyenne, zgodnie z obowiązującą w armii zasadą nadawania śmigłowcom nazw indiańskich szczepów.

### Projekt

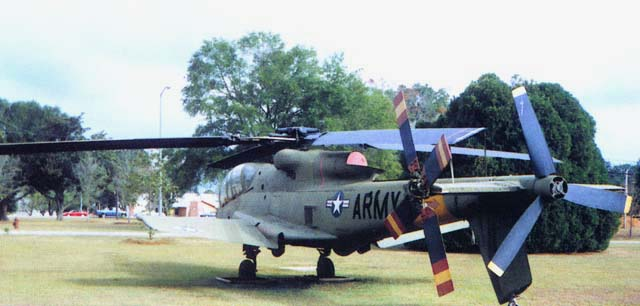
Dwuwirnikowy układ na końcu belki ogonowej

Kontrakt na budowę AH-56 podpisano 23 marca 1965 roku. Główny nacisk w konstrukcji nowej maszyny, inżynierowie Lockheeda położyli na prędkość. Aby spełnić wymagania konkursu dotyczące tego parametru, konstruktorzy wybrali układ uskrzydlonego śmigłowca posiadającego wiele cech samolotu. Podczas startu, lądowania i przelotu przy niewielkiej prędkości AH-56 miał zachowywać się jak klasyczny śmigłowiec. Wirnik główny wytwarza siłę nośną, a jeden z wirników ogonowych, ustawiony równolegle do belki ogonowej, kompensował moment obrotowy kadłuba. Podczas lotu z maksymalną prędkością siłę nośną wytwarzały skrzydła, a większa część mocy silnika kierowana była do śmigła pchającego zainstalowanego na końcu kadłuba prostopadle do jego osi. Wirnik główny i śmigło ogonowe przejmowały rolę lotek, steru kierunku i wysokości, sterując pochyleniem, przechyleniem bocznym i odchyleniem kierunkowym. 21 września 1967 roku rozpoczęto próby w locie. Łącznie zbudowano 10 egzemplarzy prototypowych. AH-56 w locie poziomym uzyskał prędkość 398 km/h, w locie nurkowym 454 km/h. Maszyna była zdolna do wykonywania manewrów z przeciążeniem dochodzącym do 2,6 g. Próby nie przebiegały bezawaryjnie. Z 10 śmigłowców, 3 uległy rozbiciu podczas testów. Pomimo tego 7 stycznia 1968 roku US Army podpisało z Lockheedem kontrakt na budowę 375 śmigłowców seryjnych. Producent planował budowę wersji morskiej, rozpoznawczej, ratowniczej, transportowej oraz cywilnej z nowym kadłubem oznaczonej jako CL-1027. Niestety wiosną 1969 roku armia wycofała zamówienie wersji seryjnej finansując jednak nadal próby prototypów w locie. Spowodowane było to zmianą wymagań wobec śmigłowców szturmowych. Doświadczenia wojny w Wietnamie, pokazały, że do realizacji większości zadań wystarczy prędkość maksymalna na poziomie 268 km/h. Zdecydowanie ważniejsza jest odporność na uszkodzenia spowodowane ogniem z ziemi. Warunkowało to również zastosowanie nie jednego a dwóch silników zwiększających szanse przetrwania na współczesnym polu walki. Próby w locie, niepotrzebnego już śmigłowca AH-56 zakończono w listopadzie 1970 roku. Lockheed starał się jeszcze zainteresować armię swoją nową konstrukcją oznaczoną jako CL-1700, w której usunięto śmigło pchające oraz zwiększono opancerzenie maszyny jednak w polu zainteresowań armii był już śmigłowiec YAH-64, późniejszy Boeing AH-64 Apache. Do dziś zachowały się cztery egzemplarze AH-56.

## Konstrukcja

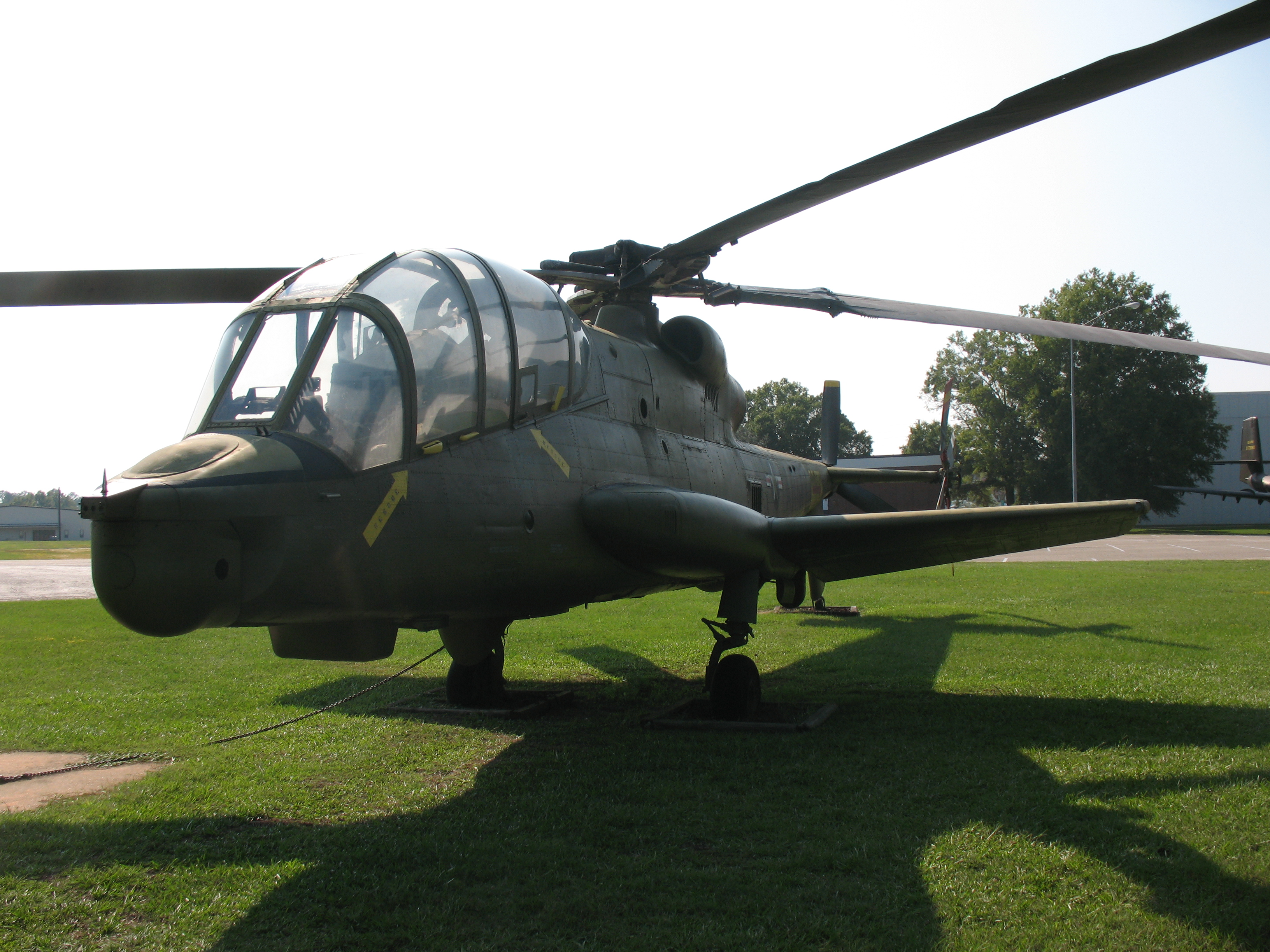
Śmigłowiec AH-56A "Cheyenne"

Lockheed AH-56 Cheyenne był jednosilnikowym, dwuosobowym śmigłowcem szturmowym ze śmigłem ogonowym i dodatkowym śmigłem pchającym, ze skrzydłami w układzie dolnopłata. Czterołopatowy wirnik główny, sztywny, stabilizowany żyroskopowo z głowicą wykonaną z tytanu. Łopaty wirnika pokryte stalą nierdzewną i wypełnione konstrukcją „plastra miodu” wykonaną z aluminium. Śmigło ogonowe czterołopatowe, pchające – trójłopatowe o zmiennym skoku. Wirnik główny napędzany przez podwójne przekładnie planetarne. Kadłub o konstrukcji półskorupowej wykonany z lekkich stopów aluminium. Wolnonośne skrzydła bez żadnych powierzchni sterujących podobnie jak stateczniki śmigłowca. Statecznik pionowy skierowany do dołu, dwa stateczniki poziome, na lewym zamontowane było śmigło ogonowe. Podwozie główne dwugoleniowe, z kołami zamontowanymi pod kadłubem, chowane do wyprofilowanych wnęk oraz kółko ogonowe, zamontowane na końcu statecznika pionowego, niechowane w locie. Silnik turbowałowy General Electric T64-GE-16 o mocy 3979 KM. Podczas lotu poziomego z dużą prędkością większa część mocy kierowana była do przekładni napędzającej pchające śmigło ogonowe a jedynie 700 KM do wirnika głównego, który pracowała z łopatami ustawionymi poziomo w celu redukcji oporów aerodynamicznych. Zbiorniki paliwa zainstalowane po bokach kadłuba i na jego spodzie. Załoga dwuosobowa w układzie tandem, z przodu strzelec, z tyłu pilot. Fotel strzelca umieszczony był na stabilizowanej platformie ułatwiającej celowanie. Maszyna mogła wykonywać loty w każdych warunkach atmosferycznych.

## Uzbrojenie

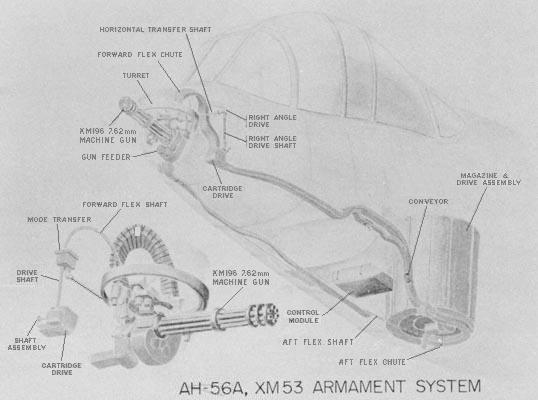
Dziobowy karabin maszynowy General Electric Minigun kalibru 7,62 mm

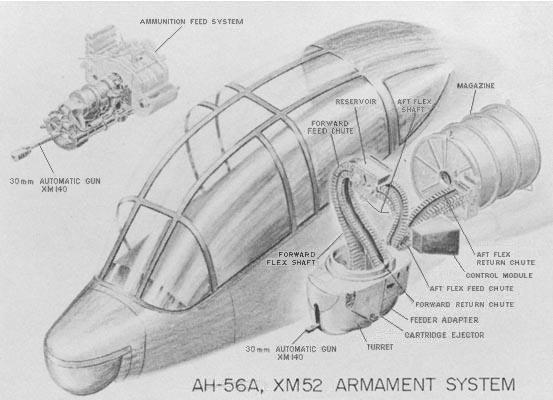
Podkadłubowe działko Aeronutronic XM40 kalibru 30 mm

Uzbrojenie strzeleckie Cheyenne składało się z dwóch wieżyczek, dziobowej i podkadłubowej. W dziobowej montowano automatyczny granatnik Aeronutronic XM129 kalibru 40 mm lub wielolufowy karabin maszynowy w systemie Gatlinga General Electric Minigun kalibru 7,62 mm. Mogła się ona obracać w płaszczyźnie poziomej o 180° (od -90° do +90°) względem osi podłużnej śmigłowca. W wieżyczce podkładubowej montowano działko Aeronutronic XM40 kalibru 30 mm, które mogło się obracać o 360°. Pod skrzydłami zainstalowano węzły do montowania uzbrojenia podwieszanego. Mogły to być zasobniki z niekierowanymi pociskami Mk 4/Mk 40 Folding-Fin Aerial Rocket lub naprowadzane optycznie, kierowane przewodowo przeciwpancerne BGM-71 TOW. Maszyna posiadała sześć węzłów podwieszania uzbrojenia. Strzelec posiadał specjalnie zaprojektowany na potrzeby AH-56 Cheyenne celownik optyczny.